# هاکوب سیمونیان
هاکوب یرواندی سیمونیان (ارمنی: Հակոբ Երվանդի Սիմոնյան؛  زادهٔ ۹ ژوئن ۱۹۴۹) هنرمند، باستان‌شناس، تاریخ‌نگار اهل ارمنستان است.

## زندگی‌نامه
وی در ۹ ژوئن ۱۹۴۹ در آخالتسیخه به دنیا آمد یرواند سیمونیان پدر وی بود و از دانشگاه دولتی ایروان فارغ‌التحصیل گشت. همچنین برندهٔ جوایزی همچون چهره فرهنگی شایسته جمهوری ارمنستان مدال گارگین نژده ()، مدال طلای کمیته علمی دولتی جمهوری ارمنستان، مدال طلای وزارت فرهنگ جمهوری ارمنستان، مدال طلای نخست‌وزیر جمهوری قره‌باغ کوهستانی و چهره فرهنگی شایسته جمهوری ارمنستان (۲۰۱۱) شده است.

## آثار
- Simonyan, H.; Ghukasyan, A. (2004). Armenia in colors. Yerevan.

## یادداشت
1. ↑  պատմական գիտությունների թեկնածու
2. ↑  ԽՍՀՄ ԳԱ Լենինգրադի հնագիտության ինստիտուտի
3. ↑  Կարինե Հակոբյան
4. ↑  Երվանդ Սիմոնյան
5. ↑  ՀՀ գիտության պետական կոմիտեի ոսկե մեդալ
6. ↑  ՀՀ մշակույթի նախարարության ոսկե մեդալ
7. ↑  ԼՂՀ վարչապետի ոսկե մեդալ
8. ↑  Մշակույթի վաստակավոր գործչի կոչում